# Chiến dịch Sấm Rền
Chiến dịch Sấm Rền (tiếng Anh: Operation Rolling Thunder) hay Chiến tranh phá hoại miền Bắc lần thứ nhất (theo cách gọi của chính phủ Cộng hòa xã hội chủ nghĩa Việt Nam ngày nay) là chiến dịch ném bom trong Chiến tranh Việt Nam do Sư đoàn 2 Không quân Mỹ (sau là Lực lượng Không quân số 7), Hải quân Mỹ và Không lực Việt Nam Cộng hòa chống lại Việt Nam Dân chủ Cộng hòa. Chiến dịch này kéo dài từ ngày 2 tháng 3 năm 1965 đến ngày 1 tháng 11 năm 1968.
Bốn mục tiêu của chiến dịch (phát triển theo thời gian) là: 
- Cứu vãn tinh thần đang sa sút của chính phủ Việt Nam Cộng hòa;
- Ép Việt Nam Dân chủ Cộng hòa ngừng hỗ trợ Mặt trận Dân tộc Giải phóng miền Nam Việt Nam;
- Phá hủy hệ thống giao thông, các cơ sở công nghiệp, các lực lượng phòng không của Việt Nam Dân chủ Cộng hòa;
- Ngăn chặn dòng quân và hàng hóa chảy vào miền Nam Việt Nam.

Việc đạt được các mục tiêu này trở nên khó khăn bởi những hạn chế áp đặt lên Hoa Kỳ và các đồng minh trong Chiến tranh Lạnh và bởi viện trợ quân sự và sự trợ giúp mà Việt Nam Dân chủ Cộng hòa nhận được từ các đồng minh khối phía Đông là Liên Xô, Trung Quốc và Cộng hòa Dân chủ Nhân dân Triều Tiên.
Chiến dịch này trở thành trận chiến không quân dữ dội nhất diễn ra trong Chiến tranh Lạnh và là trận chiến khó khăn nhất của không quân Hoa Kỳ kể từ khi Hoa Kỳ thả bom xuống Đức trong Chiến tranh thế giới thứ hai. Các đồng minh thuộc khối phía Đông viện trợ cho Quân đội nhân dân Việt Nam các loại vũ khí không đối không và đất đối không và Việt Nam bố trí những vũ khí này thành một hệ thống phòng không hiệu quả nhất mà các phi công quân sự Mỹ phải đối mặt.
Một nghiên cứu của Hoa Kỳ xem chiến dịch này như là "một công thức cho thất bại". Sau một trong những chiến dịch trên không dài nhất trong lịch sử của bất cứ quốc gia nào, nhiều chuyên gia quân sự Mỹ kết luận rằng chiến dịch Sấm Rền là một thất bại do không đạt được bất kỳ một mục tiêu nào trong các mục tiêu đã đặt ra.
Mặc dù chiến dịch này gây thiệt hại cho nỗ lực của Việt Nam Dân chủ Cộng hòa để chi viện cho Quân Giải phóng miền Nam Việt Nam, dòng người và hàng chảy tới các chiến khu vẫn tăng đáng kể. Tuy nhiên, các kinh nghiệm thu được trong chiến dịch đã chỉ ra cho các nhà lập kế hoạch quân sự Mỹ cách tránh tiến hành một chiến dịch không quân. Các bài học thu được trong thập niên 1960 dẫn tới các thay đổi quan trọng trong huấn luyện và trang bị cho Quân đội Hoa Kỳ trong các thập niên 1980 và 1990.

## Hành động leo thang

### Hoàn cảnh
Phản ứng trước việc Tổng thống Ngô Đình Diệm bãi bỏ cuộc tổng tuyển cử thống nhất năm 1956 và đàn áp mạnh mẽ các lực lượng Việt Minh cũ, từ cuối thập niên 1950, Hà Nội bắt đầu gửi vũ khí và quân nhu cho lực lượng du kích của Mặt trận Dân tộc Giải phóng miền Nam Việt Nam, lực lượng đang chiến đấu nhằm lật đổ chính phủ Sài Gòn được Mỹ hỗ trợ. Để chống lại Mặt trận Dân tộc Giải phóng miền Nam Việt Nam và củng cố chính phủ miền Nam, ban đầu, Mỹ cung cấp và viện trợ tài chính, cố vấn quân sự và hàng quân nhu. Trong thời kì 1957 - 1963, với chính sách kiềm chế (containment) và sự tin tưởng vào thuyết đôminô, Mỹ ngày càng tiến sâu vào việc bảo vệ Nam Việt Nam khỏi cái mà họ coi là "sự bành trướng của Cộng sản".
Các câu hỏi đặt ra giữa các nhân vật lãnh đạo trong chính phủ và quân đội Mỹ về việc biện pháp nào là tốt nhất để ngăn Hà Nội (được xem là nơi khơi mào của cuộc nổi dậy tại miền Nam) tiếp tục các hành động của mình. Câu trả lời có vẻ là việc sử dụng hỏa lực không quân. Cho đến năm 1964, đa số các quan chức dân sự xung quanh Tổng thống Lyndon B. Johnson chia sẻ ít nhiều với niềm tin của Hội đồng Tham mưu liên quân (Joint Chiefs of Staff - JSC) vào hiệu quả của ném bom chiến lược. Họ lập luận rằng một nước nhỏ bé như Việt Nam, với một nền công nghiệp nhỏ xíu vừa ra khỏi Chiến tranh Đông Dương lần thứ nhất, sẽ không muốn hy sinh sức sống của nền kinh tế non trẻ để hỗ trợ cuộc nổi dậy ở miền Nam. Quá trình đưa ra quyết định này liên tục chịu ảnh hưởng bởi mối lo ngại về các hành động phản kháng có thể hoặc sự can thiệp trực tiếp của Liên Xô, Trung Quốc, hoặc cả hai.
Tháng 8 năm 1964, để phản ứng lại Sự kiện vịnh Bắc Bộ khi tàu hải quân Mỹ tuyên bố là đã bị tàu tuần tiễu của Việt Nam Dân chủ Cộng hòa tấn công (sau này vụ tấn công được khẳng định là giả mạo), Tổng thống Johnson ra lệnh trả đũa bằng các cuộc không kích (Chiến dịch Mũi Tên Xuyên) chống lại miền Bắc. Tuy nhiên, vụ trả đũa này đã không làm thỏa mãn các lãnh đạo quân sự Mỹ, những người đòi hỏi một chiến dịch mạnh mẽ hơn và quy mô lớn hơn.

### Mục đích
Chiến dịch Sấm Rền có hai mục tiêu bổ sung nhau: thứ nhất, tăng chi phí tài trợ của Bắc Việt Nam cho cuộc nổi dậy ở Nam Việt Nam đến mức Hà Nội cho rằng cuộc nổi dậy này không thể thành công và do đó sẽ đồng ý đàm phán; và thứ hai, ngăn chặn sự xâm nhập của quân đội và vật tư vào miền Nam Việt Nam đến mức có thể đánh bại cuộc nổi dậy ở đó.

### Thi hành
Đến cuối tháng 8, Hội đồng Tham mưu liên quân Mỹ đã liệt kê một danh sách 94 mục tiêu cần phá hủy, một phần của chiến dịch không kích hiệp đồng dài 8 tuần để đánh phá mạng lưới giao thông tại miền Bắc Việt Nam. Cầu, ga xe lửa, bến cảng, doanh trại, và các kho hàng đều được lấy làm mục tiêu. Tuy nhiên, Johnson sợ rằng một chiến dịch như vậy có thể làm ngòi nổ cho một sự can thiệp trực tiếp với Trung Quốc hay Liên Xô, điều mà đến lượt nó có thể biến thành một cuộc chiến tranh toàn thế giới. Với sự ủng hộ của McNamara, tổng thống từ chối cho phép một chiến dịch ném bom không hạn chế như vậy.
Thay vào đó, Mỹ thực hiện các cuộc không kích "ăn miếng trả miếng" để trả đũa cho một cuộc tấn công của Quân giải phóng miền Nam (QGP) ngày 7 tháng 2 năm 1965 vào Pleiku (Chiến dịch Flaming Dart) và một vụ đánh bom tại nơi trú quân của Mỹ tại Quy Nhơn ngày 10 tháng 2 (Chiến dịch Flaming Dart II). Các chiến dịch nhỏ được thực hiện chống lại khu vực phía Bắc giới tuyến, nơi đóng quân của một lực lượng lớn Quân đội Nhân dân Việt Nam và tập trung nhiều kho hàng quân dụng.
Chịu thua áp lực của Hội đồng Tham mưu liên quân và đứng trước sự phát triển mạnh mẽ của Quân Giải phóng miền Nam Việt Nam, Johnson chính thức cho phép một chương trình ném bom kéo dài với mật danh Rolling Thunder (Sấm Rền), chương trình không bị ràng buộc với các hành động công khai của Việt Nam Dân chủ Cộng hòa.
Sấm Rền được lập kế hoạch là một chiến dịch không kích dài 8 tuần, tuân theo các hạn chế mà Johnson và Bộ trưởng Quốc phòng Robert S. McNamara đã đặt ra. Nếu phong trào nổi dậy ở miền Nam vẫn tiếp diễn "với hỗ trợ của Việt Nam Dân chủ Cộng hòa", các cuộc không kích chống Việt Nam Dân chủ Cộng hòa sẽ được kéo dài với các nỗ lực cao hơn nữa để chống lại các mục tiêu phía bắc vĩ tuyến 19."

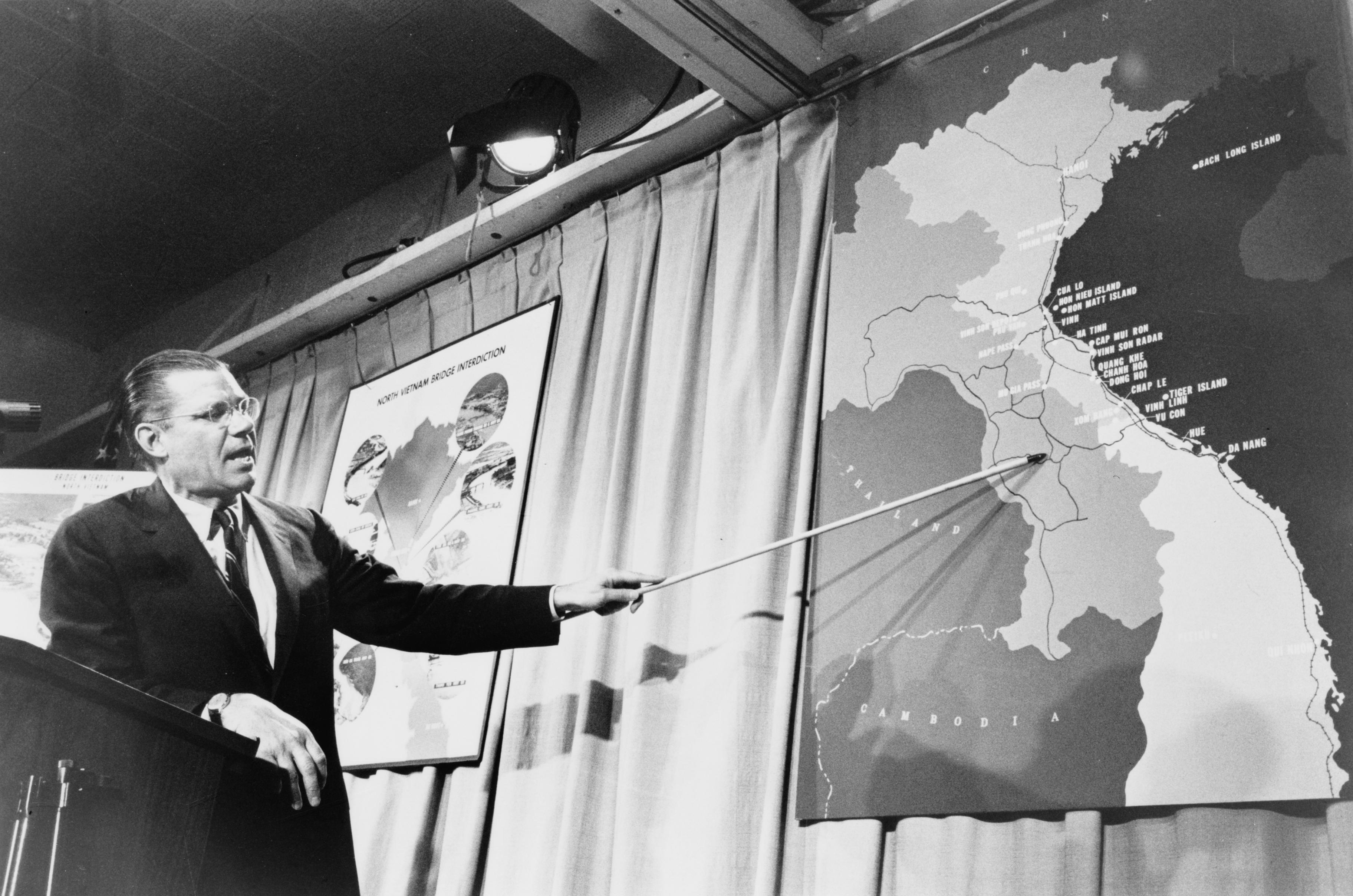
Bộ trưởng Bộ Quốc phòng Hoa Kỳ Robert S. McNamara trình bày kế hoạch "Sấm rền" - 1965

Người ta đã tin rằng áp lực có chọn lọc do Washington điều khiển, kết hợp với các thương lượng ngoại giao, sẽ thắng thế và buộc Hà Nội chấm dứt gây hấn. Các tướng lĩnh quân sự vẫn chưa hài lòng, vì khi đó chiến dịch ném bom vẫn bị giới hạn trong các mục tiêu phía nam vĩ tuyến 19, và từng mục tiêu đều phải được tổng thống và McNamara duyệt.
Phi vụ đầu tiên của chiến dịch mới được thực hiện vào ngày 2 tháng 3, với mục tiêu là một khu vực kho vũ khí gần Xom Bang (???). Cùng ngày, 19 máy bay A-1 Skyraider của Không lực Việt Nam Cộng hòa đánh phá căn cứ hải quân Quảng Khê. Người Mỹ đã bị sốc khi 6 máy bay của họ bị bắn hạ. 5 trong số các phi công bị bắn rơi đã được cứu thoát, nhưng đó chỉ là khởi đầu cho những gì sắp tới.

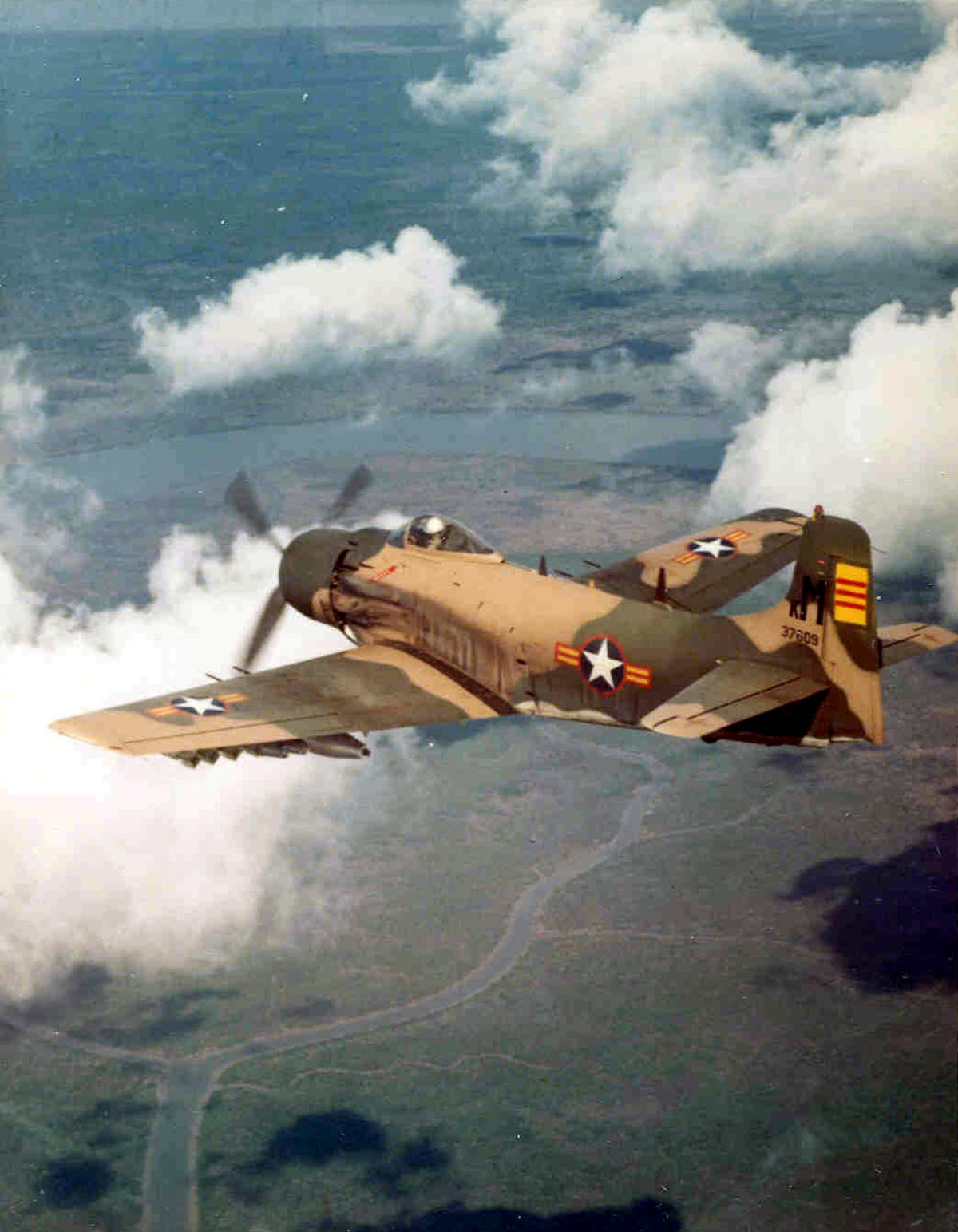
A-1H Skyraider của Không lực Việt Nam Cộng hòa

## Trên bầu trời miền Bắc

### Thuyết phục chiến lược
Để tiếp tục với khái niệm "từng bước", mà trong đó việc đe dọa tàn phá sẽ là một tín hiệu mạnh về quyết tâm của Mỹ, mạnh hơn chính sự tàn phá đó, việc nên làm là ném bom các mục tiêu không quan trọng để giữ các mục tiêu quan trọng trong tầm "đe dọa". Từ đầu chiến dịch Sấm Rền, Washington chỉ thị rõ những mục tiêu nào sẽ bị đánh, ngày giờ của cuộc tấn công, số lượng và chủng loại máy bay, khối lượng và chủng loại bom đạn sử dụng, và đôi khi thậm chí cả hướng tấn công. Các cuộc không kích bị cấm trong phạm vi 30 hải lý (60 km) quanh Hà Nội và trong phạm vi 10 hải lý (19 km) cảng Hải Phòng. Một vùng đệm rộng 30 dặm cũng được kéo dài dọc theo biên giới với Trung Quốc. Theo sử gia không quân Mỹ Earl Tilford:
Việc đặt các mục tiêu rất khác với thực tế ở chỗ chuỗi các cuộc tấn công không hiệp đồng với nhau và các mục tiêu được duyệt một cách ngẫu nhiên - thậm chí phi lôgic. Các sân bay của miền Bắc, cái mà đáng ra phải được đánh đầu tiên theo bất cứ một chiến lược hợp lý nào, lại cũng nằm ngoài phạm vi cho phép.
Tuy một vài trong các hạn chế này sau đó đã được nới lỏng hoặc hủy bỏ, Johnson (với sự ủng hộ của McNamara) kiểm soát chặt chẽ chiến dịch, điều này liên tục gây tức giận đối với các chỉ huy quân sự Mỹ, các thành viên cánh hữu trong Hạ viện Mỹ, và thậm chí cả một số người trong chính phủ. Một trong các mục đích chính yếu của chiến dịch, ít nhất là đối với giới quân sự, đáng ra phải là phong tỏa cảng Hải Phòng và các cảng biển khác bằng việc thả thủy lôi từ trên không, từ đó làm giảm hoặc ngừng dòng hàng viện trợ đường biển vào miền Bắc. Tuy nhiên, tổng thống Johnson từ chối thực hiện một hành động khiêu khích như vậy, và đến năm 1972, việc phong tỏa này mới được thực hiện.
Đa số các cuộc không kích trong chiến dịch Sấm Rền đã xuất phát từ 4 căn cứ không quân tại Thái Lan: Korat, Takhli, Udon Thani, và Ubon. Sau khi tấn công các mục tiêu (thường bằng cách bổ nhào cắt bom), các máy bay sẽ hoặc bay thẳng về Thái Lan hoặc thoát ra ngoài vùng biển tương đối an toàn tại vịnh Bắc Bộ. Người ta đã nhanh chóng quyết định rằng, để hạn chế xung đột vùng trời giữa các lực lượng không kích của Không quân và Hải quân, miền Bắc Việt Nam được chia thành 6 vùng mục tiêu "Route Package", mỗi vùng được giao cho một trong hai lực lượng Không quân hoặc Hải quân, và lực lượng này không được xâm phạm vào vùng của lực lượng kia.

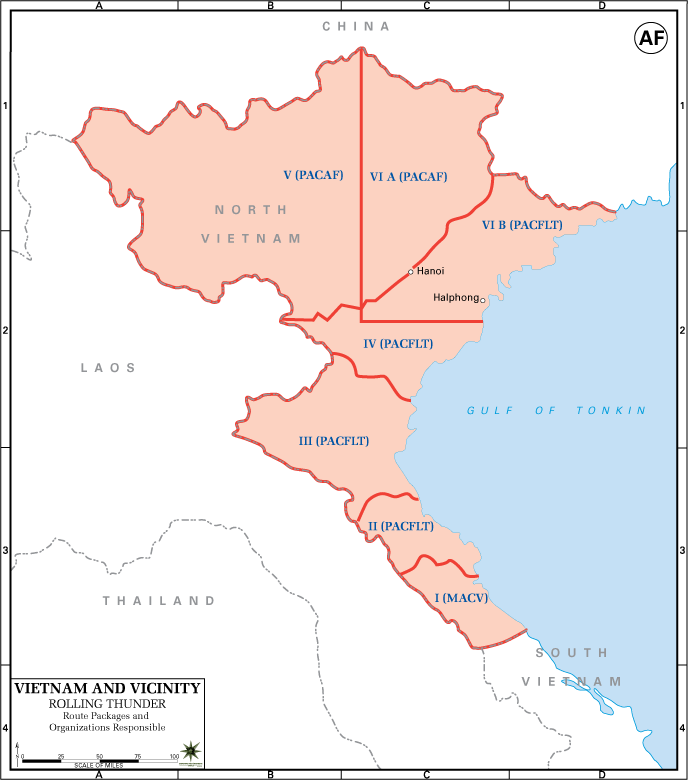
Bản đồ phân vùng ném bom miền Bắc Việt Nam của Kế hoạch chiến dịch "Sấm Rền"

Các cuộc không kích của Hải quân Mỹ xuất phát từ các tàu sân bay của Lực lượng đặc nhiệm 77 tuần tiễu ngoài khơi vịnh Bắc Bộ. Các máy bay của hải quân, với tầm bay ngắn hơn và sức mang bom nhẹ hơn máy bay của Không quân, chủ yếu đánh phá các mục tiêu ven bờ biển.
Ngày 3 tháng 4, Hội đồng Tham mưu liên quân thuyết phục được McNamara và Johnson cho tổ chức một cuộc tấn công dài 4 tuần để phá các đường giao thông của Việt Nam Dân chủ Cộng hòa, nhằm cô lập quốc gia này với các nguồn hậu cần đường bộ từ Trung Quốc và Liên Xô. Khoảng 1/3 lượng hàng nhập khẩu của miền Bắc đi qua tuyến đường sắt từ Trung Quốc, trong khi 2/3 còn lại đến từ đường biển qua Hải Phòng và các cảng khác. Lần đầu tiên trong chiến dịch, các mục tiêu được chọn vì lý do quân sự thay vì tầm quan trọng tâm lý của chúng. Trong 4 tuần đó, 26 cây cầu, 7 chiếc phà bị phá hủy. Các mục tiêu khác bao gồm các hệ thống radar, doanh trại, và kho đạn.
Tuy nhiên, vùng cán xoong miền Trung vẫn là trọng tâm chính yếu của chiến dịch, tổng số lượt đánh phá tại đây tăng từ 3.600 trong tháng 4 lên 4.000 trong tháng 5. Chuyển dần từ việc phá hủy các mục tiêu cố định, chính phủ đã cho phép thực hiện các phi vụ "trinh sát có vũ khí" mà trong đó các đội hình máy bay nhỏ tuần tiễu các đường quốc lộ, đường sắt, sông ngòi... để tìm kiếm cơ hội và mục tiêu. Đến cuối năm 1965, các phi vụ này đã tăng từ 2 lên 200 lượt mỗi tuần. Cuối cùng, các phi vụ trinh sát có vũ khí đã chiếm tới 75% tổng nỗ lực ném bom, một phần vì quy trình của việc yêu cầu, chọn, và duyệt đối với các mục tiêu cố định quá phức tạp và nặng nề.

### Ưu tiên thay đổi và các cuộc đánh phá kho xăng dầu
Nếu Sấm Rền đã có nhiệm vụ là "đánh tín hiệu" để Hà Nội từ bỏ các hành động của mình, thì nó đã không có vẻ gì là có hiệu quả. Ngày 8 tháng 4, đáp lại đề nghị đàm phán hòa bình, Thủ tướng Việt Nam Dân chủ Cộng hòa Phạm Văn Đồng tuyên bố rằng đàm phán chỉ có thể bắt đầu sau khi Mỹ ngừng ném bom; Mỹ rút toàn bộ quân ra khỏi miền Nam; chính phủ Sài Gòn thừa nhận các đòi hỏi của Mặt trận Dân tộc Giải phóng miền Nam Việt Nam; và các bên đồng ý rằng việc thống nhất Việt Nam sẽ được thực hiện bởi chính người Việt Nam. Như là một điềm gở, ngày 3 tháng 4 lực lượng Không quân Nhân dân Việt Nam đã xuất hiện lần đầu tiên khi máy bay Mỹ bị tấn công bởi máy bay MiG-17 do Liên Xô chế tạo.

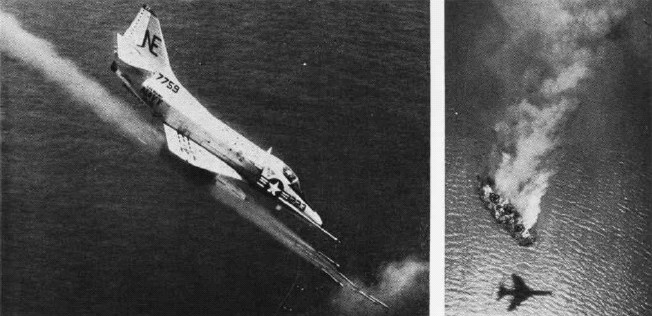
Các máy bay của hải quân Hoa Kỳ bắn trúng tàu chở dầu viện trợ cho Bắc Việt Nam tháng 7 năm 1965

Toàn bộ nước da của nỗ lực Mỹ đã thay đổi vào ngày 8 tháng 3 năm 1965, khi 3500 lính Thủy quân lục chiến Mỹ đổ bộ vào bờ biển Đà Nẵng, với mục tiêu bề ngoài là để bảo vệ các sân bay ở phía Nam dùng cho việc thực thi chiến dịch Sấm Rền. Nhiệm vụ của lực lượng trên bộ đã được mở rộng thành các hoạt động chiến trận, và từ đó trở đi chiến dịch trên không trở thành hoạt động thứ yếu, nó bị che khuất dần bởi các cuộc triển khai quân và leo thang trong các chiến dịch trên bộ tại Nam Việt Nam. Cho đến tuần thứ ba của tháng 4, Sấm Rền vẫn được vị thế ngang hàng với các phi vụ không kích tại miền Nam. Sau đó, các cuộc không kích ảnh hưởng đến yêu cầu của chiến trường miền Nam đã bị cắt giảm hoặc hủy bỏ.
Tính đến 24 tháng 12 năm 1965, Mỹ đã mất 170 máy bay trong chiến dịch (85 máy bay của Không quân, 94 của Hải quân, và 1 của Thủy quân lục chiến). Không lực Việt Nam Cộng hòa cũng mất 8 máy bay. Các phi đội của Không quân đã bay 25.971 lượt, thả 32.063 tấn bom. Hải quân bay 28.168 lượt và thả 11.144 tấn bom. Không lực Việt Nam Cộng hòa đóng góp 682 phi vụ, số bom đã thả không rõ bao nhiêu.

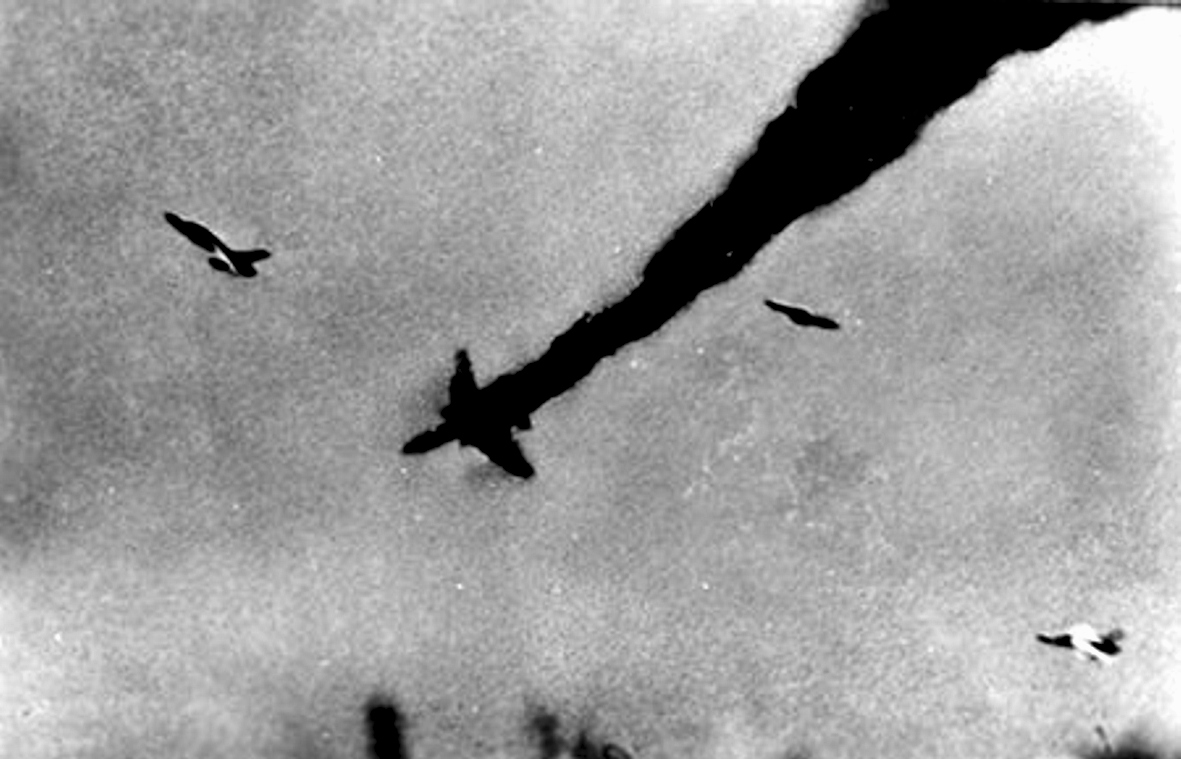
Một máy bay F-105 của Mỹ bị bắn rơi

Ngày 5 tháng 4 năm 1966, thám báo Mỹ phát hiện ra rằng Việt Nam Dân chủ Cộng hòa đang xây dựng các vị trí có thể dành cho các khẩu đội tên lửa đất-đối-không (SAM). Không quân và Hải quân Mỹ cùng đệ trình Washington xin phép đánh phá các vị trí trên nhưng đã bị từ chối, vì hầu hết các vị trí trên đều ở gần các khu vực đô thị bị hạn chế. Sự kiện ngày 24 tháng 7, khi một máy bay F-105 bị một tên lửa SA-2 Guideline bắn rơi đã không gây ngạc nhiên. Ba ngày sau đó, Washington đã cho phép một cuộc không kích đánh phá hai địa điểm đặt tên lửa trên. Tuy nhiên, người Mỹ đã rơi vào một cái bẫy tinh vi khi các địa điểm trên hóa ra lại là trận địa giả, bao quanh bởi các trận địa pháo phòng không. Một phi công Mỹ đã miêu tả diễn biến tiếp sau đó "trông như thể ngày tận thế". 6 trong số các máy bay tấn công đã bị bắn rơi trong trận thua này (2 phi công thiệt mạng, 1 mất tích, 2 bị bắt, 1 được cứu thoát).
Ngày 29 tháng 6 năm 1966, Johnson cho phép các cuộc không kích đánh phá các kho xăng dầu ở miền Bắc. Giới quân sự Mỹ đã đề nghị những cuộc không kích kiểu này từ đầu chiến dịch, họ tin rằng việc phá hủy trữ lượng xăng dầu của Bắc Việt Nam sẽ làm ngừng trệ các nỗ lực quân sự của nó. Ban đầu, các cuộc không kích có vẻ thành công, phá hủy các kho chứa gần Hà Nội và Hải Phòng và dẫn đến việc CIA tin rằng 70% cơ sở hạ tầng xăng dầu của miền Bắc đã bị phá hủy đổi với cái giá là 43 máy bay bị mất. Tuy nhiên, thành công này đã chỉ là một sự bất tiện nhất thời cho VNDCCH, do Hà Nội đã lường trước một cuộc đánh phá như vậy và đã phân tán hầu hết trữ lượng xăng dầu trong các thùng nhỏ 50-gallon tại suốt dọc chiều dài đất nước. Các cuộc đánh phá xăng dầu bị ngừng lại vào ngày 4 tháng 9 sau khi tình báo Mỹ thừa nhận rằng "chưa có bằng chứng nào cho việc thiếu xăng dầu tại Bắc Việt Nam."

## Phản ứng từ Việt Nam - Cuộcchiến tranh nhân dântrên không

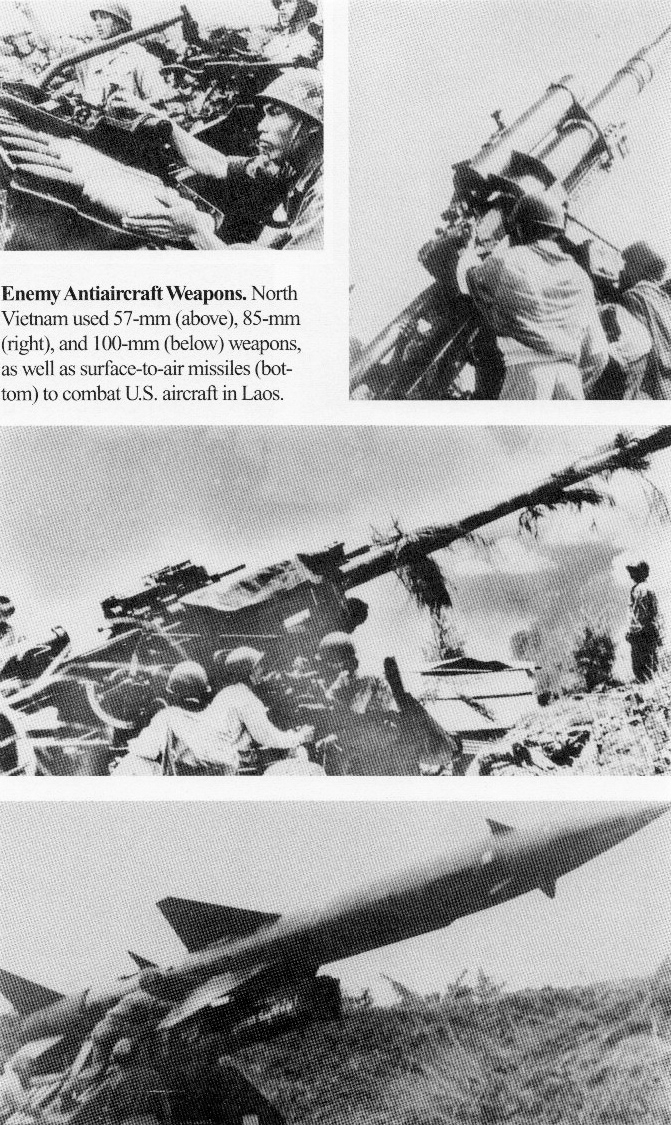
Vũ khí phòng không của Quân đội Nhân dân Việt Nam

Ngay từ trước khi chiến dịch Sấm Rền bắt đầu, chính phủ Việt Nam Dân chủ Cộng hòa đã biết cái gì đang đến. Tháng 2 năm 1965, họ đã ra hướng dẫn cho quân đội và nhân dân "đảm bảo giao thông liên lạc và chuẩn bị cho sự tàn phá trên toàn đất nước, trong đó có cả Hà Nội và Hải Phòng." Hà Nội tuyên bố "một cuộc chiến tranh nhân dân chống lại cuộc đánh phá trên không... mỗi công dân là một người lính, mỗi làng xóm, phố phường, nhà máy là một pháo đài trên mặt trận chống Mỹ." Tất cả, trừ những gì "thật sự thiết yếu đối với đời sống thủ đô", đều được sơ tán về nông thôn. Đến năm 1967, dân số Hà Nội đã giảm xuống còn một nửa.
Do việc chiếm ưu thế so với quân đội Mỹ là một điều không tưởng, lãnh đạo miền Bắc quyết định áp dụng một chính sách khước từ không gian (air deniability), tập trung bảo vệ các khu vực quan trọng thay vì dàn mỏng lực lượng khắp lãnh thổ. Đầu chiến dịch, Việt Nam Dân chủ Cộng hòa sở hữu khoảng 1500 vũ khí phòng không, hầu hết là pháo cao xạ hạng nhẹ 37 và 57mm. Nhưng trong vòng 1 năm, Mỹ ước tính số lượng này đã lên tới trên 5.000 súng, trong đó có các pháo cỡ 85 và 100mm định hướng bằng radar. Con số ước lượng này sau đó được cho là quá cao và được xác định lại, giảm từ 7.000 vào đầu năm 1967 xuống còn dưới 1.000 vào năm 1972. Dân quân ở các địa phương có nhiệm vụ bắn trả máy bay Mỹ bằng mọi loại vũ khí có được, từ súng 12,7 ly cho tới súng trường bộ binh, cũng tạo nên mối đe dọa đối với máy bay Mỹ khi chúng bay thấp hoặc bổ nhào ném bom (đã có nhiều trường hợp máy bay Mỹ bị bắn hạ bởi vũ khí cá nhân của dân quân). Trong chiến dịch Sấm Rền, 80% thiệt hại của Mỹ về máy bay là do hỏa lực phòng không.
Hỗ trợ hỏa lực pháo phòng không là các máy bay tiêm kích của Không quân Nhân dân Việt Nam, lực lượng mà ban đầu chỉ có 53 máy bay MiG-15 và MiG-17 Fresco. 
Tuy bị người Mỹ coi là quá cổ lỗ khi so sánh với các máy bay phản lực siêu thanh của họ, Không quân Nhân dân Việt Nam đã sử dụng các chiến thuật hợp lý để biến các điểm yếu của máy bay họ thành các thế mạnh. Các máy bay này có tốc độ đủ cao cho các hoạt động phục kích "đánh và chạy", và cũng cơ động đủ để gây sốc cho cộng đồng phi công chiến đấu Mỹ khi bắn hạ các máy bay F-8 Crusader và F-105 Thần sấm cao cấp hơn nhiều. Phi công Mỹ sau đó đã phải nhanh chóng phát triển chiến thuật mới. Máy bay F-4 Con ma trang bị tên lửa trở thành cơ sở chiến đấu chính của Mỹ.

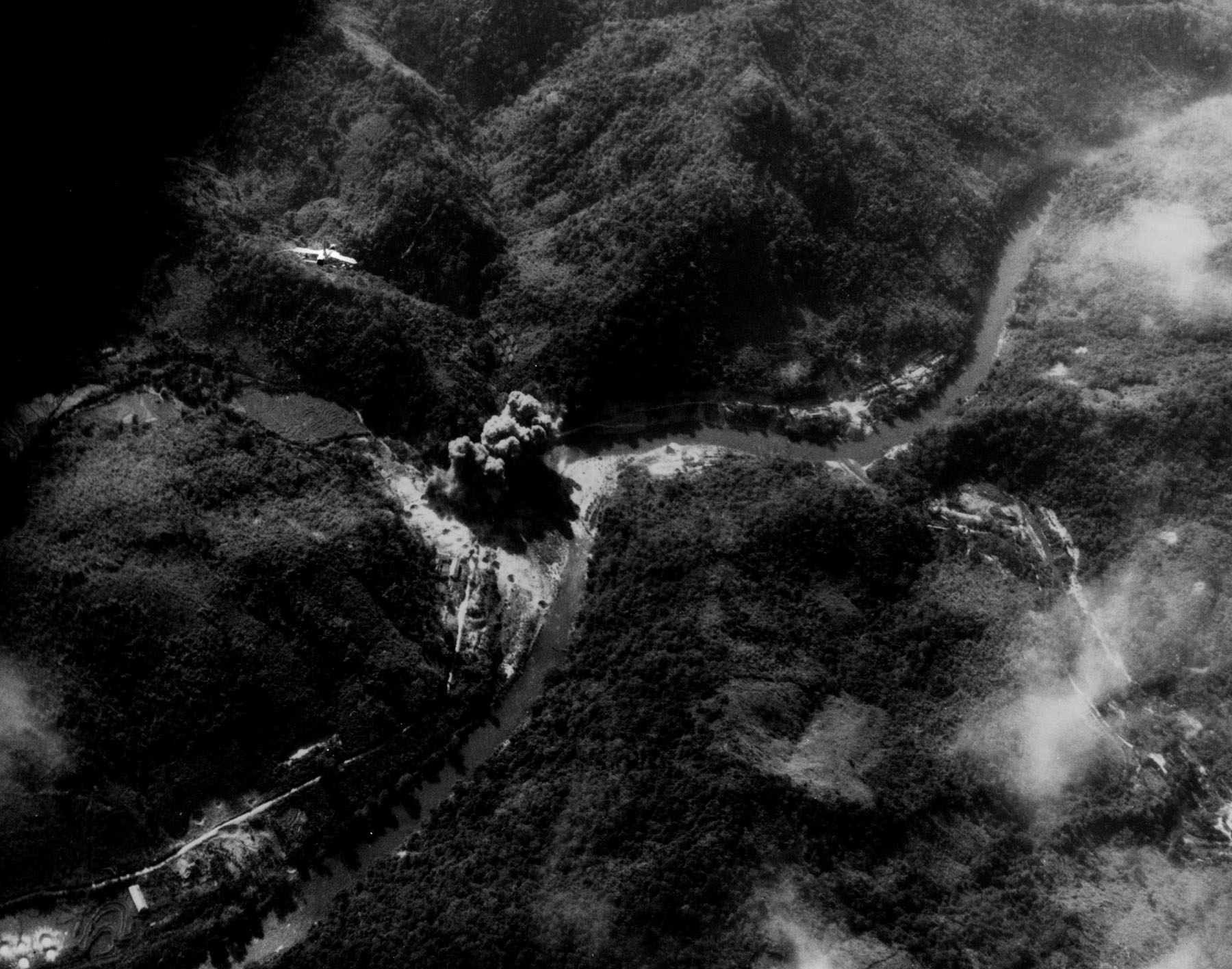
Máy bay cường kích F-105D của Mỹ tấn công một cây cầu ở miền Bắc Việt Nam

Chỉ riêng sự xuất hiện của máy bay MiG thường cũng đủ hoàn thành nhiệm vụ của họ bằng cách buộc các phi công Mỹ phải vứt bom xuống biển cho nhẹ để còn tự bảo vệ. Năm 1966, loại MiG-21 Fishbed hiện đại hơn do Liên Xô chế tạo, loại có thể chiến đấu ngang sức hơn đối với máy bay Mỹ, đã tham gia cùng MiG-17 và MiG-19. Đến năm 1967, Không quân Nhân dân Việt Nam đã có một lực lượng gồm 100 máy bay, nhiều chiếc trong số đó đặt tại các sân bay Trung Quốc và nằm ngoài tầm với của các cuộc không kích của Mỹ.
Để tránh thiệt hại, nền kinh tế miền Bắc được phân tán. Các nhà máy lớn vốn nằm tại các khu vực tập trung đông dân ở đồng bằng sông Hồng, được chia nhỏ và phân tán vào các hang núi và các làng nhỏ trên khắp vùng nông thôn. Tại vùng cán xoong bị ném bom ác liệt ở miền Trung, có nơi cả làng chuyển vào sống trong các hệ thống hầm ngầm. Tình trạng thiếu thực phẩm trở nên lan rộng, đặc biệt ở các vùng đô thị, khi nông dân vào bộ đội hoặc tình nguyện phục vụ khắc phục thiệt hại do các trận bom. Khi hệ thống giao thông bị đánh phá, cầu gãy được sửa hoặc thay thế bằng các khúc sông cạn, phà, hoặc cầu phao, ngầm. Hệ thống này đã chứng tỏ tính bền vững, dễ sửa, và gần như không thể dập tắt.
Nguồn tài nguyên lớn nhất của miền Bắc là nhân dân, những người dân được đốt lửa bằng nhiệt tình dân tộc. Trong năm 1965, 97.000 người đã tình nguyện làm việc cả ngày để khắc phục các thiệt hại do bom Mỹ. Từ 370.000 đến 500.000 người khác làm việc nửa ngày. Khi đường giao thông bị đánh phá, các đoàn tàu hỏa chở hàng được chia nhỏ và chỉ chạy đêm. Người dân tham gia vận chuyển hàng bằng thuyền, xe đạp thồ, xe ba gác, hoặc gùi trên lưng để giữ luồng hàng ra chiến trường. Họ được cổ vũ bởi các khẩu hiệu như "Mỗi cân hàng... là một viên đạn bắn vào đầu những tên giặc lái Mỹ."

## Trường bắn lớn nhất trên Trái Đất

### Tên lửa SAM và Wild Weasel

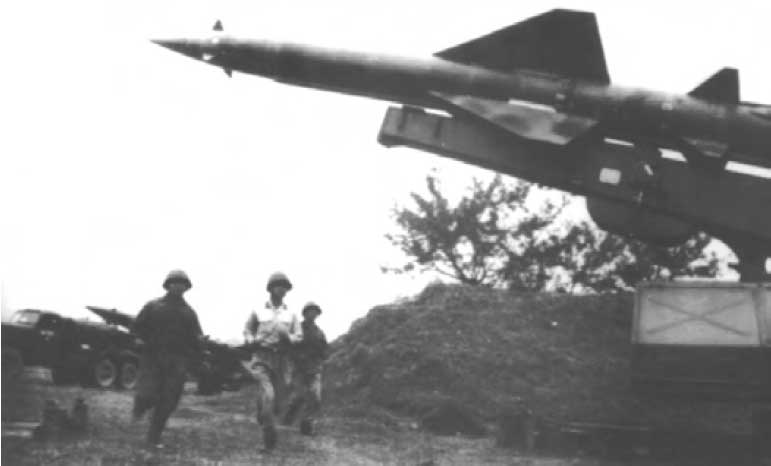
Một khẩu đội Tên lửa SAM-2 của lực lượng phòng không miền Bắc Việt Nam chuẩn bị chiến đấu

Do Mỹ tăng cường các cuộc không kích vào đường Trường Sơn và miền Bắc Việt Nam, tháng 2 năm 1965, chính phủ Liên Xô đồng ý viện trợ hệ thống tên lửa phòng không S-75 Dvina (NATO định danh là SAM-2) đời đầu cho Quân đội Nhân dân Việt Nam. Sĩ quan Việt Nam được gửi đến Liên Xô để học về hệ thống tên lửa phòng không SA-75 và 10 trung tâm huấn luyện của Lực lượng Phòng không Quốc gia (PVO-Strany) được xây dựng ở miền Bắc Việt Nam, trở thành nòng cốt của các trung đoàn tên lửa phòng không mới.
Đơn vị SA-75 Dvina đầu tiên triển khai ở Việt Nam là Trung đoàn 236 đặt ở Tây Bắc Hà Nội ven sông Đà. Vào ngày 24 tháng 7 năm 1965, các tiểu đoàn 63 và 64 thuộc trung đoàn 236 đã bắn rơi một chiếc F-4C Phantom của Phi đội tiêm kích chiến thuật số 47 của Không Quân Mỹ (USAF) trên vùng trời Hà Tây - Hòa Bình, các mảnh văng từ tên lửa cũng làm hư hại 3 chiếc F-4 khác. Đó là chiến công đầu tiên của hệ thống phòng không SA-75 Dvina ở Việt Nam.
Hai ngày sau sự kiện, Tổng thống Mỹ ra lệnh ném bom tiêu diệt các hệ thống SAM-2 vừa bắn hạ máy bay Mỹ. Không quân Mỹ đã mở Chiến dịch Iron Hand (Bàn Tay Sắt) để áp chế các hệ thống phòng không S-75 của Việt Nam. Nhận thấy được vùng chết của radar RSN-75 Fan Song A là không bắt được mục tiêu ở độ cao thấp, cuộc tấn công đầu tiên của chiến dịch Iron Hand diễn ra vào ngày 27 tháng 7 năm 1965 (chiến dịch Spring High), với phi đội 54 chiếc tiêm kích bom F-105 Thunderchief bay ở độ cao thấp tấn công vào các trung đoàn S-75. Tuy nhiên, Việt Nam đã lường trước được điều này nên đã di chuyển các tiểu đoàn chiến đấu đến nơi khác, thay thế các vị trí cũ bằng các hệ thống tên lửa phòng không giả làm bằng tre, cót và triển khai hơn 120 pháo phòng không xung quanh khu vực ấy. Khi phi đội F-105 đến, chúng đã bị pháo phòng không đón đánh. Chỉ trong giờ đầu của trận chiến ngày 27 tháng 7 năm 1965 trên vùng trời Sơn Tây, 6 chiếc F-105 bị bắn hạ cùng với 1 chiếc máy bay trinh sát RF-101 Voodoo.
Việc Quân đội Nhân dân Việt Nam triển khai các tên lửa SAM đã buộc các phi công Mỹ phải thực hiện các lựa chọn khó khăn: hoặc tiếp cận các mục tiêu từ độ cao lớn (để tránh hỏa lực phòng không) và trở thành mồi cho SAM, hoặc bay thấp để tránh tên lửa và trở thành mục tiêu của các khẩu đội pháo phòng không tầm trung và tầm thấp.

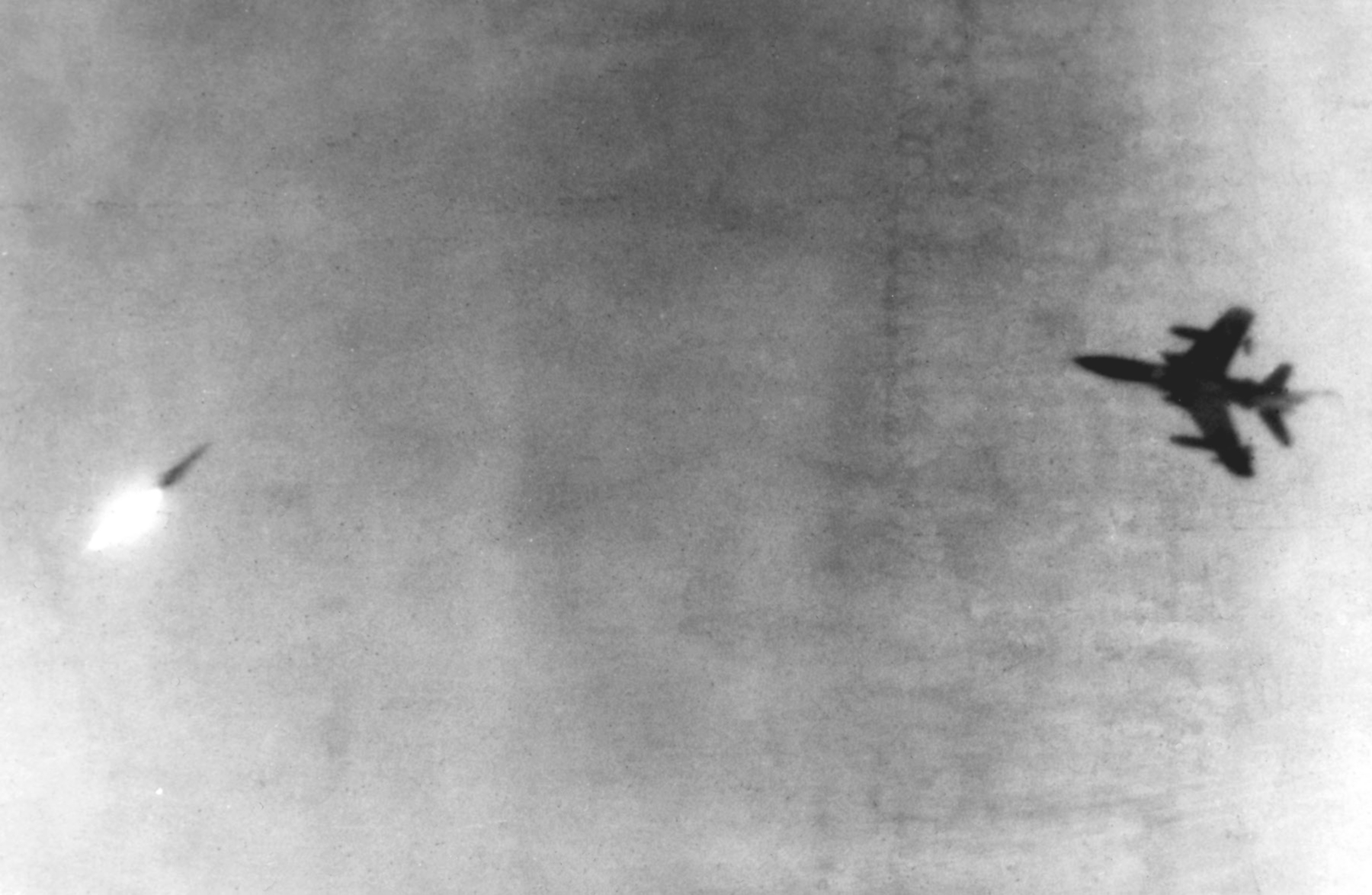
Tên lửa SA75 của bộ đội phòng không Việt Nam đang đánh chặn một chiếc F-105 trên bầu trời miền Bắc

Sau khi 1 chiếc A-4 Skyhawk bị tên lửa phòng không S-75 bắn rơi vào ngày 11 tháng 8 năm 1965, một cuộc tấn công tương tự của Hải Quân Mỹ với chiến thuật bay thấp được thực hiện, và Hải quân Mỹ đã mất 5 chiếc máy bay mà không một trận địa tên lửa phòng không nào bị hạ. Quân đội Mỹ đã thử một số cách khác như chiến dịch Left Hook, họ đã phóng máy bay không người lái BQM-34 Firebee để thu thập tín hiệu sóng của radar SRN-75 Fan Song A nhưng không thành công. Từ ngày 12 tháng 8 đến ngày 14 tháng 11 năm 1965, hơn 338 phi vụ của chiến dịch Iron Hand được thực hiện như không thu được kết quả nào do sự cơ động, khả năng nguỵ trang xuất sắc của các tiểu đoàn SAM-2 Việt Nam với sự bảo vệ bởi các khẩu đội pháo phòng không được bố trí dày đặc.
Sau tổn thất nặng nề đầu tiên, tháng 2 năm 1966, Mỹ phải ngừng gần 2 tháng hoạt động không kích miền Bắc, tận dụng thời gian để trang bị thêm cho máy bay các hệ thống tác chiến điện tử và phát triển chiến thuật mới. Đồng thời để các máy bay do thám không người lái (UAV), đầu tiên là loại BQM-34, trang bị thiết bị tình báo điện tử, thu thập thông tin cần thiết. Thành công lớn nhất vào thời điểm đó, theo Mỹ, là nhờ UAV Ryan 147E "Firebee", mà ngày 13 tháng 2 năm 1966 bị tên lửa SAM tấn công song không hề hấn gì. Tháng 3 năm 1966, các máy bay Mỹ lần đầu tiên trang bị tên lửa AGM-45 Shrike, được thiết kế để tấn công các hệ thống radar phòng không, và vào mùa hè các máy bay tác chiến điện tử EF-105F Wild Weasel (sau này gọi là F-105G) tham chiến tại Việt Nam.

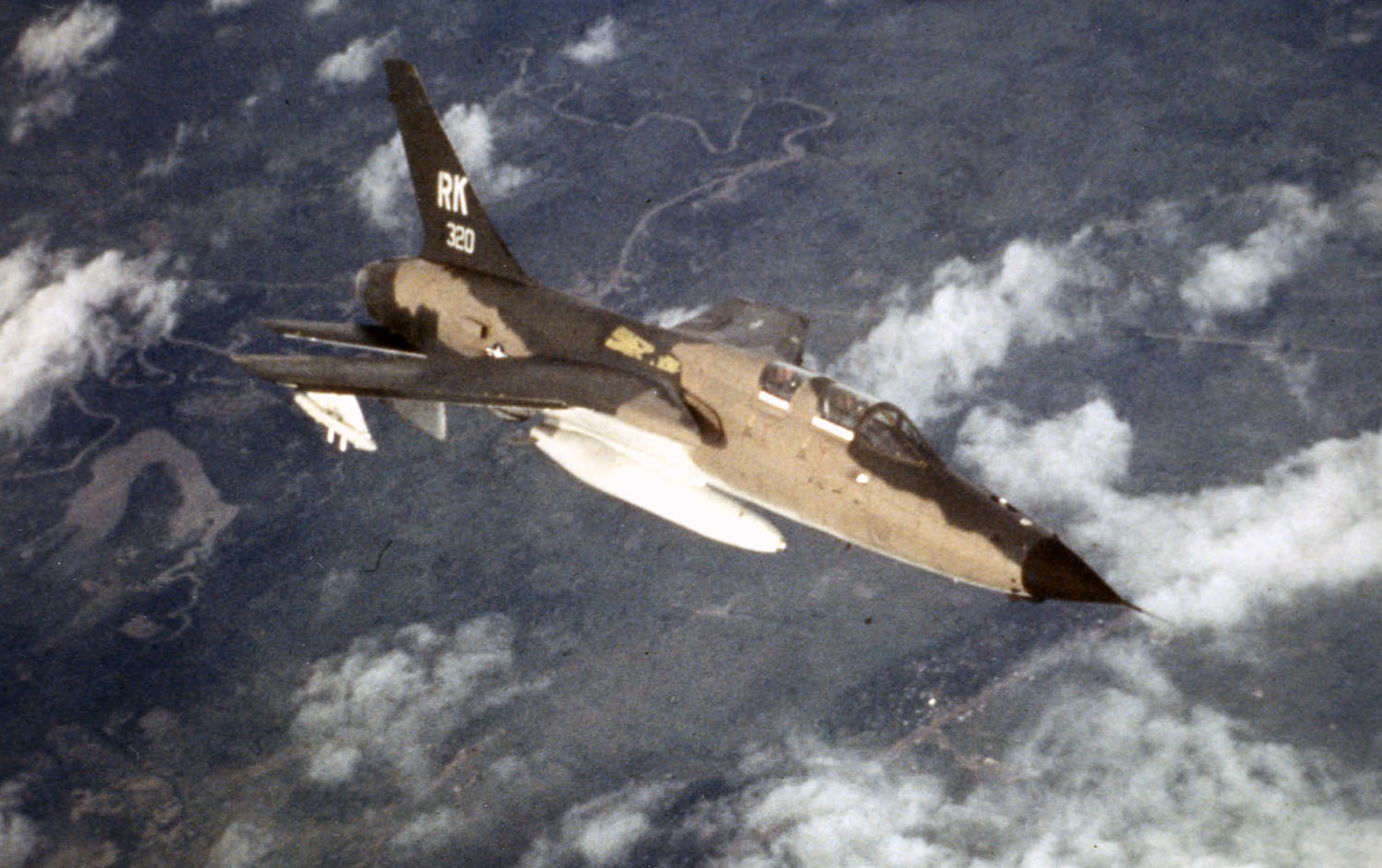
Chiếc Republic F-105G thuộc Phi đội 333, Phi đoàn Tiêm kích Chiến thuật 355, tháng 8 năm 1968 tại Việt Nam.

Do chiến thuật được thay đổi và việc gây nhiễu radar được tăng cường, số máy bay bị SAM bắn hạ giảm theo thời gian. Tỷ lệ bắn trúng của tên lửa thấp dần do Mỹ áp dụng các biện pháp gây nhiễu, theo tuyên bố của Mỹ là ở mức 1/30 giảm xuống còn 1/50., còn theo Việt Nam Dân chủ Cộng hòa thì trung bình cần 2-3 quả tên lửa để tiêu diệt 1 máy bay giai đoạn đầu và 7-10 tên lửa trong giai đoạn cuối. Tuy nhiên, các con số này không nói lên nhiều về tính hiệu quả của Sấm Rền, do các khẩu đội SAM của Việt Nam không bao giờ thiếu tên lửa dự trữ, bất kể các nỗ lực của Mỹ nhằm ngăn chặn hệ thống hậu cần.
Bản chất của cuộc leo thang từng bước đã cho Hà Nội thời gian để thích nghi với tình hình. Đến năm 1967, Việt Nam đã thành lập khoảng 25 tiểu đoàn SAM-2 (mỗi tiểu đoàn có 6 bệ phóng tên lửa) luân chuyển giữa khoảng 150 địa điểm. Với sự hỗ trợ của Liên Xô, Việt Nam Dân chủ Cộng hòa đã nhanh chóng tích hợp một hệ thống radar cảnh báo sớm gồm hơn 200 cơ sở che phủ toàn bộ không phận miền Bắc, theo dõi các đợt đánh phá của Mỹ, và rồi hợp đồng tác chiến giữa các tên lửa SAM, các khẩu đội pháo phòng không, và máy bay MiG để tấn công họ.
Trong năm 1967, Không quân Mỹ tiếp tục tổn thất lớn hơn năm 1966. Đã có 362 máy bay của Hoa Kỳ đã bị bắn rơi ở miền Bắc Việt Nam. Trong đó, Không quân 208 chiếc, Hải quân mất 142 và Thủy quân lục chiến mất 12 chiếc.
Để sống sót trong khu vực phòng không ngày càng nguy hiểm, Mỹ đã phải áp dụng các chiến thuật mới hơn, chuyên biệt hơn. Trong các cuộc không kích quy mô lớn, được gọi là các gói hỏa lực (force package) của Không quân và các cuộc không kích Alpha (multi-carrier Alpha strike) của Hải quân, nhiều máy bay hỗ trợ được cử theo để bảo vệ các máy bay ném bom chiến đấu. Dẫn đầu vào các vùng mục tiêu đánh phá là các phi vụ đặc biệt Bàn Tay Sắt (Iron Hand) với nhiệm vụ đánh chặn hỏa lực phòng không. Các phi vụ này do các đội sát thủ F-105 Chồn Hoang (Wild Weasel) được trang bị các thiết bị điện tử tinh vi để phát hiện và định vị các chùm tia liên quan đến các radar điều khiển và việc dẫn đường cho tên lửa SAM.

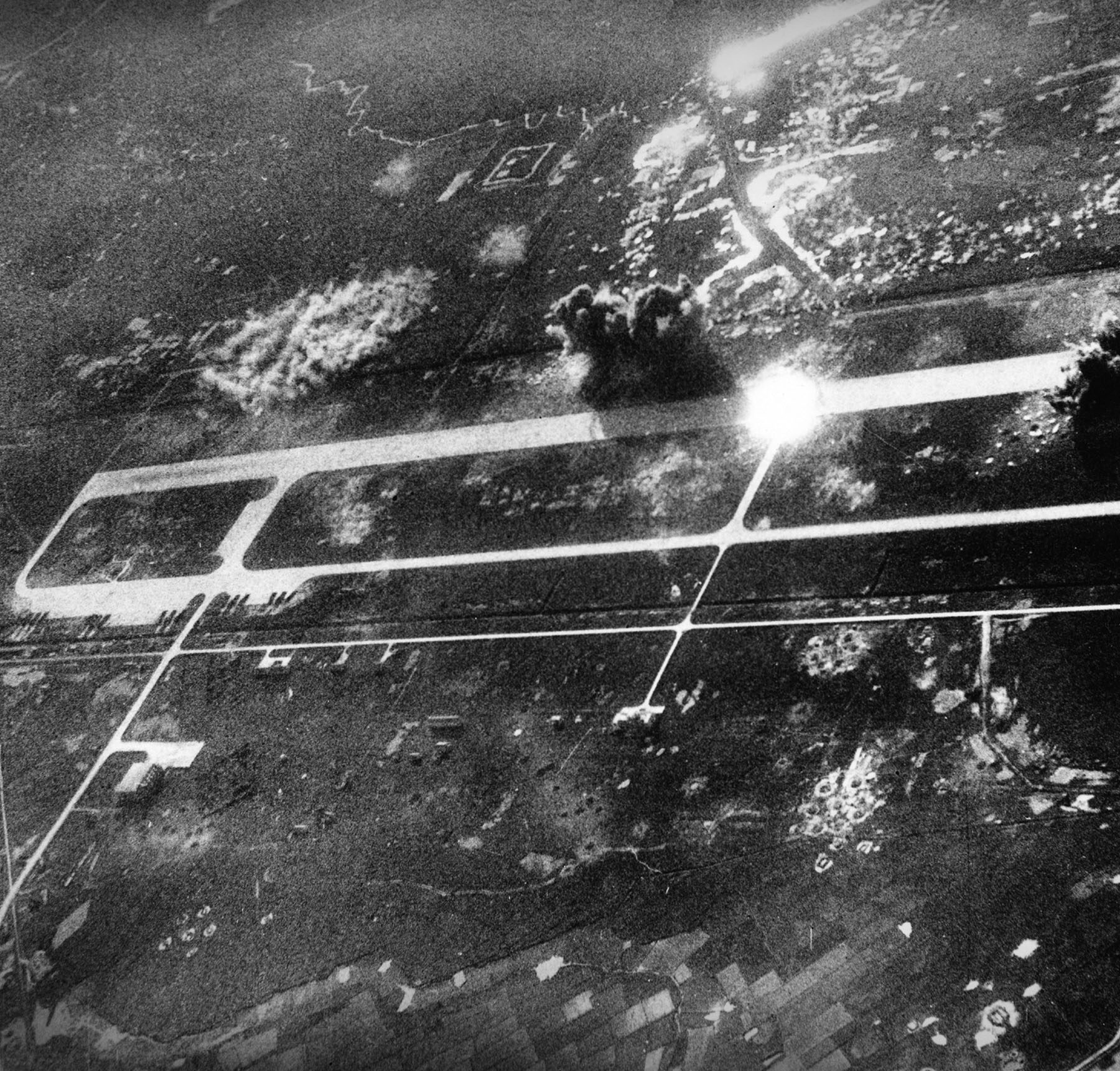
Sân bay quân sự Đa Phúc (Nội Bài) bị ném bom trong giai đoạn 3 của Chiến dịch Sấm Rền

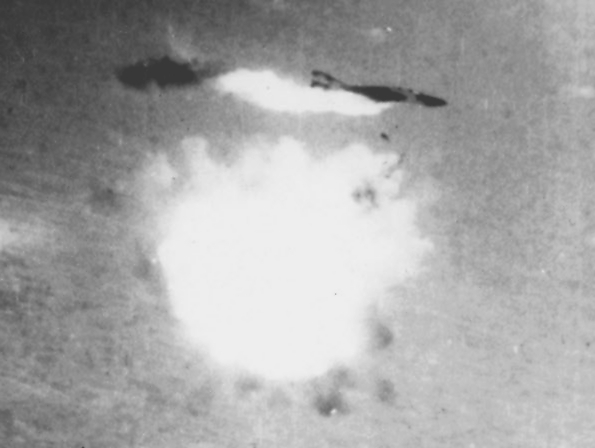
Một chiếc F-4 của Không quân Hoa Kỳ bị trúng tên lửa SAM-2 của Việt Nam

Đội Chồn Hoang còn mang các thiết bị phản điện từ (electronic counter-measure) (ECM) để tự bảo vệ. Chúng hướng dẫn các cuộc đánh phá các trận địa phòng không và mang các tên lửa chống bức xạ (anti-radiation) AGM-45 Shrike - loại tên lửa lần ngược theo hướng bức xạ để tìm đường đánh vào các hệ thống radar của SAM. Tên lửa SAM-2 có tầm bắn xa hơn Shrike, nhưng nếu Shrike được bắn ra khi tín hiệu radar đang ở trong không gian thì tên lửa Mỹ sẽ lần theo tín hiệu và phá hủy radar là nguồn của tín hiệu. Một trò chơi mèo đuổi chuột tinh vi đã xảy ra giữa các kĩ thuật viên điều khiển radar của Việt Nam Dân chủ Cộng hòa và các phi công Chồn Hoang của Mỹ. Hải quân Mỹ cũng sử dụng máy bay trong một vai trò tương tự, nhưng nó không tạo ra các đơn vị chuyên biệt như đội Chồn Hoang để phát hiện và chống SAM.
Tiếp theo là các máy bay mang bom được bảo vệ bởi các máy bay chiến đấu (Combat Air Patrol hoặc MiGCAP) và máy bay gây nhiễu điện tử để vô hiệu hóa radar đối phương. Việc ngụy trang nhóm máy bay được máy bay gây nhiễu chủ động EB-66A thực hiện ở khoảng cách từ 60–120 km. Các thiết bị gây nhiễu mới đã được vội vã triển khai để bảo vệ máy bay trước sự tấn công bằng tên lửa, nhưng chúng thường bị mất tác dụng do điều kiện thời tiết ở Đông Nam Á. Cùng tham gia các phi vụ còn có các máy bay tiếp dầu trên không KC-135 và các trực thăng cứu hộ, những máy bay này đến lượt mình lại được bảo vệ bởi các máy bay A-1.
Trong cuộc chiến đấu chống chiến tranh phá hoại của Mỹ, để chủ động tìm đánh gây cho địch bất ngờ, Bộ Tư lệnh tên lửa đã đề nghị Bộ Tư lệnh Quân chủng Phòng không - Không quân cho phép thực hiện chiến thuật "cơ động phục kích" trong việc sử dụng tên lửa phòng không SAM-2 để đánh địch. Theo giáo trình của Liên Xô, tên lửa SAM-2 sẽ bố trí ở các trận địa cố định thành thế liên hoàn (nếu thường xuyên di chuyển sẽ làm cho các khối vi điện tử hoạt động thiếu chính xác). Tuy nhiên, trong điều kiện ở Việt Nam, cách bố trí này có nhiều khuyết điểm (Việt Nam không có nhiều hệ thống SAM-2 như Liên Xô để bố trí liên hoàn, nếu bố trí tên lửa ở các vị trí cố định thì dù có bắn rơi được một vài máy bay của địch, nhưng lập tức sẽ bị máy bay Mỹ dùng lực lượng áp đảo đánh hủy diệt).
Trong cả năm 1966, Bộ đội phòng không Việt Nam thành lập mới 4 trung đoàn tên lửa phòng không. Theo các nguồn số liệu Liên Xô, đến tháng 3 năm 1967, các đơn vị tên lửa phòng không Việt Nam đã tiến hành 445 lần phóng tác chiến, tiêu hao 777 quả đạn tên lửa. Tổng cộng trong các lần phóng đó đã bắn rơi 223 máy bay, tính trung bình 3,48 quả đạn tên lửa/một máy bay Mỹ. Nguy cơ từ tên lửa buộc phi công Mỹ phải chuyển sang bay thấp, ở độ cao này tuy mối đe dọa từ tên lửa phòng không ít hơn nhưng nguy cơ bị pháo phòng không bắn hạ lại tăng lên nhiều. Theo các nguồn số liệu của Liên Xô thì đến tháng 3 năm 1968, pháo phòng không Việt Nam đã bắn hạ 1.532 máy bay các loại của Mỹ
Từ giữa năm 1966 tới cuối năm 1967, Tổng thống Johnson tiếp tục loại bỏ các mục tiêu nhạy cảm mà các tướng đề xuất, đồng thời cố gắng xoa dịu phe bồ câu trong Hạ viện và trong chính chính phủ của ông bằng cách cắt giảm định kì và các đề xuất hòa bình nửa vời. Cuối cùng, chuỗi sai lầm này đã không làm thỏa mãn một ai và không làm được gì để thay đổi dòng chảy của cuộc chiến.

### MiG và việc đánh chặn
Chiến dịch Sấm Rền đi đến giai đoạn cuối của sự phát triển của nó trong các năm 1967 và 1968. Mục đích chính yếu của nỗ lực Mỹ trong việc đánh phá các khu vực giao thông miền Bắc Việt Nam đã dần dần bị biến thành việc đánh chặn dòng hàng và quân chảy vào Nam và sự phá hủy các cơ sở hạ tầng của miền Bắc phục vụ các hoạt động quân sự.

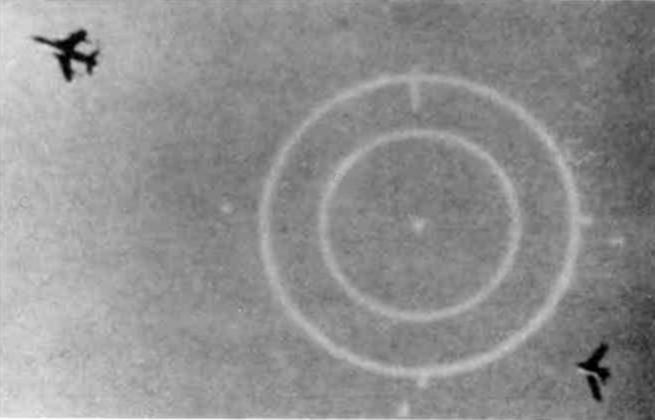
Một chiếc MiG-17 đang đuổi theo một chiếc F-105

Tuy hỏa lực phòng không tiếp tục gây ra đa số thiệt hại về máy bay của Mỹ, các máy bay F-105 F-105 Thunderchief của Không quân và A-4 Skyhawk của Hải quân Mỹ ngày càng chạm trán nhiều hơn với SAM và MiG. Các phi công chiến đấu của Việt Nam Dân chủ Cộng hòa cũng đã trở thành một vấn đề vì Mỹ không có thông tin radar tại vùng đồng bằng sông Hồng, điều này cho phép các máy bay MiG gây bất ngờ đối với lực lượng đánh phá. Máy bay trang bị hệ thống cảnh báo sớm gặp khó khăn khi phát hiện các máy bay tiêm kích ở độ cao thấp và khó có thể nhìn thấy các máy bay này bằng mắt. MiG-21 được sử dụng để chặn đứng những nhóm máy bay xung kích F-105 Thunderchief rất hiệu quả, đặc biệt trong việc bắn hạ những máy bay Mỹ hay chí ít cũng bắt chúng phải giảm trọng tải bom mang trên mình.
Bộ chỉ huy Không quân và Hải quân Mỹ tin rằng loại tiêm kích F-4 Phantom hiện đại với vũ khí mạnh, radar hiện đại, tính năng tốc độ và tăng tốc cao cùng với những biện pháp chiến thuật mới sẽ đảm bảo cho F-4 Phantom chiếm ưu thế. Nhưng khi đối đầu với MiG-21 gọn nhẹ hơn của Việt Nam, F-4 bắt đầu chịu thất bại liên tiếp. Không quân Việt Nam đã đưa ra các chiến thuật nhằm khắc chế ưu thế của F-4 trong khi phát huy được lợi thế của MiG-21. MiG-21 của Việt Nam thường tấn công đối phương với tốc độ vượt âm, phóng tên lửa từ phía sau mục tiêu và nhanh chóng thoát khỏi sự truy đuổi. Người Mỹ đã khó đưa ra một giải pháp nào đó chống lại chiến thuật này, một chiến thuật đòi hỏi sự chuẩn bị tốt cho phi công và sĩ quan dẫn đường trên mặt đất ở sở chỉ huy. Không quân Nhân dân Việt Nam cũng khai thác tối đa sự phối hợp hoạt động đồng bộ của MiG-21 với MiG-17 trong không chiến. Những chiếc tiêm kích MiG-17 bay ở tầm thấp dưới 3.000m đã đẩy những chiếc F-4 và F-105 từ độ cao thấp lên độ cao trung bình khoảng 5.000 đến 6.000m, nơi những chiếc MiG-21 đang phục kích tấn công đối phương.
Từ tháng 5 tới tháng 12 năm 1966, trong các trận không chiến, Mỹ đã mất 47 máy bay mà chỉ hạ được 12 chiếc của Việt Nam. Đặc biệt, trong tháng 12 năm 1966, nhờ chiến thuật hiệu quả, các phi công Việt Nam đã bắn rơi 14 chiếc F-105 Thunderchief của Mỹ mà không chịu tổn thất nào
Tuy F-105 đã có 27 chiến thắng trên không, các phi công Việt Nam cũng tuyên bố đã bắn hạ 40 chiếc F-105. Trong trận đánh ngày 2 tháng 1 năm 1967, phi công Mỹ đã làm các phi công Việt Nam Dân chủ Cộng hòa ngạc nhiên khi họ thực thi Chiến dịch Bolo. Dùng các tín hiệu radio, hướng tiếp cận, độ cao, và tốc độ thường dùng của các máy bay mang bom F-105, các máy bay F-4 đã lừa MiG-21 tưởng rằng đó là các con mồi ngon. Kết quả là 7 máy bay MiG bị bắn rơi trong vòng 12 phút khi vừa mới cất cánh 1 phi công Việt Nam tử trận và 6 người khác kịp nhảy dù. Không quân Việt Nam đã quyết định dừng bay MiG-21 cho đến ngày 23 tháng 4 năm 1967 nhằm rút kinh nghiệm, chỉ ra nguyên nhân, bài học và tìm ra phương án đối phó với các chiến thuật mới của không quân Mỹ, sẵn sàng cho các trận đánh tiếp theo. Trong nửa đầu năm 1967, không quân Việt Nam bắn rơi được 15 máy bay Mỹ. Tuy nhiên, các máy bay tiêm kích Việt Nam lại tăng hiệu quả của mình lên (kinh nghiệm chiến đấu có được, cũng như việc chuyển sang các loại máy bay cải tiến như MiG-21PF và MiG-17F trang bị tên lửa có điều khiển R-3s). Nửa đầu năm 1968, trong 40 trận không chiến các phi công Việt Nam đã tiêu diệt 25 máy bay của đối phương.
Cuối năm 1967, Mỹ thực hiện nỗ lực kéo dài và mạnh mẽ nhất để buộc Việt Nam Dân chủ Cộng hòa phải chấp nhận đàm phán hòa bình theo điều kiện Mỹ đưa ra. Hầu như tất cả các mục tiêu trong danh sách của Hội đồng Tham mưu liên quân đã được duyệt để tấn công, trong đó có cả các sân bay trước đó đã được coi là ngoài giới hạn. Chỉ có khu trung tâm Hà Nội, Hải Phòng và vùng biên giới với Trung Quốc là vẫn bị cấm đánh phá. Nỗ lực chủ yếu dược thực hiện để cô lập các khu đô thị bằng cách đánh sập cầu và tấn công các hệ thống thông tin liên lạc. Các mục tiêu bị đánh phá còn có nhà máy gang thép Thái Nguyên, các nhà máy điện, các xưởng sửa chữa tàu biển và xe lửa, các kho tàng. Một lực lượng lớn máy bay MiG tham gia chiến đấu khi thủ đô Hà Nội bị đe dọa, tỉ lệ diệt theo Mỹ là 1 máy bay Mĩ cho 2 MiG.. Tuy nhiên theo Việt Nam Dân chủ Cộng hòa, tỉ lệ này là 1 đổi 1,8 nghiêng về phía họ. Trong năm 1968, MiG là nguyên nhân của 22% trong tổng số 184 máy bay Mĩ rơi trên miền Bắc (75 Không quân, 59 Hải quân, và 5 Thủy quân lục chiến. Do kết quả này, các cuộc đánh phá các sân bay cuối cùng của Việt Nam Dân chủ Cộng hòa, mà trước đây nằm ngoài phạm vi cho phép, đã được cho phép.

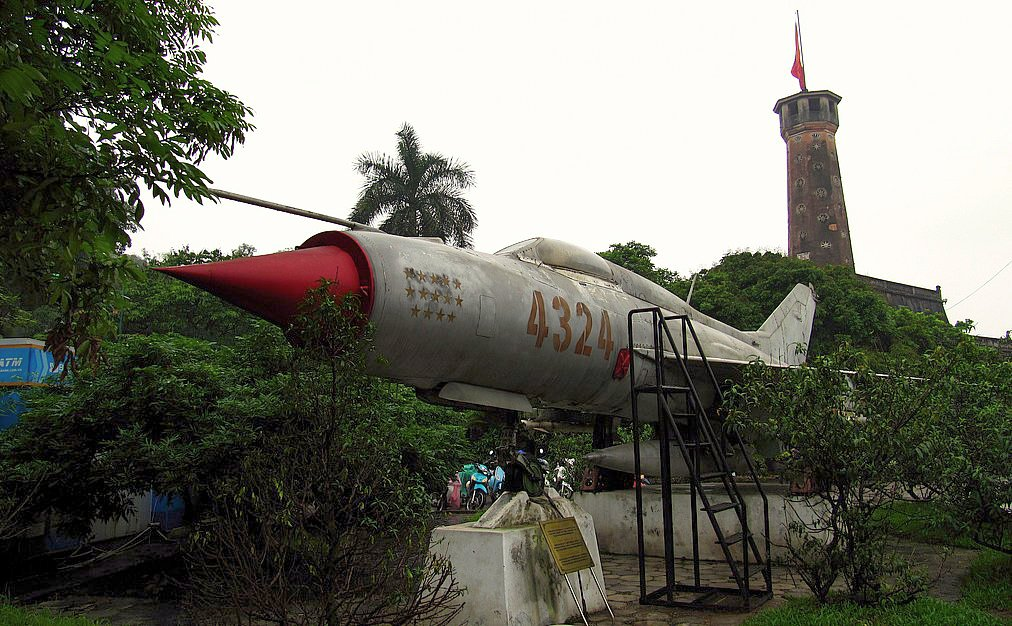
Chiếc MiG-21 số hiệu 4324 (do nhiều phi công khác nhau lái) đã bắn hạ 14 máy bay Mỹ từ tháng 1/1967 đến tháng 5/1969. 6 phi công lái chiếc MiG-21 này đã được tuyên dương Anh hùng Lực lượng vũ trang nhân dân.

Tuy nhiên, các phi công Việt Nam đã thể hiện sự dũng cảm và sáng tạo của họ trong cả hai phương diện chiến thuật và kỹ thuật, làm kinh ngạc đối phương. Nhà nghiên cứu lịch sử chiến tranh Vladimir Ilyin đã có bài viết tổng kết về cuộc đối đầu giữa Không quân Nhân dân Việt Nam và Không quân Mỹ trên bầu trời miền Bắc Việt Nam, theo đó từ tháng 4 năm 1965 đến tháng 11 năm 1968, trên bầu trời Việt Nam đã diễn ra 268 trận không chiến, trong các trận đó đã có 244 máy bay Mỹ bị bắn rơi, đổi lại 85 máy bay Việt Nam. Trong số đó có 27 F-4 và 20 MiG-21.
Trong suốt các cuộc không chiến giữa không quân Việt Nam với quân đội Mỹ, phía Việt Nam có 16 phi công đạt đẳng cấp "Ách" (tức đã bắn hạ được từ 5 máy bay đối phương trở lên), gồm 14 phi công MiG-21 và 2 phi công lái MiG-17. Trong đó người cao nhất là phi công MiG-21 Nguyễn Văn Cốc đã bắn hạ 9 máy bay Mỹ. Một phi công huyền thoại khác là Nguyễn Văn Bảy, còn gọi là "Bảy A", phi công MiG-17, đã bắn hạ 7 máy bay Mỹ (cao nhất trong các phi công lái MiG-17).
Bất kể những nỗ lực ngăn chặn cao nhất của Sấm Rền, Quân Giải phóng miền Nam và Quân đội Nhân dân Việt Nam vẫn thực hiện được cuộc tổng tấn công lớn nhất kể từ đầu cuộc chiến, Sự kiện Tết Mậu Thân, trên khắp Nam Việt Nam từ ngày 30 tháng 1 năm 1968. Cuộc tổng tấn công này kết thúc như là một bế tắc chiến thuật đối với Việt Nam Dân chủ Cộng hòa và Mặt trận Dân tộc Giải phóng miền Nam Việt Nam, nhưng nó lại trở thành một thành công chiến lược khi ảnh hưởng ngược lại đối với dư luận quần chúng Mỹ, dư luận này đến lượt nó lại gây ảnh hưởng tới chiến lược chiến tranh của Washington.

## Kết thúc
Đến mùa xuân năm 1967, Robert McNamara và các lãnh đạo dân sự khác trong chính quyền đã tin rằng cả Sấm Rền và chiến tranh trên bộ tại Nam Việt Nam đều dậm chân tại chỗ. Chiến dịch ném bom đã không đạt được các mục tiêu và những người vỡ mộng đã liên tục phản đối các khuyến nghị của Hội đồng Tham mưu về việc tăng nhịp độ ném bom và nới lỏng hạn chế mục tiêu. Các tướng lĩnh thấy mình rơi vào vũng lầy do chính mình tạo nên. Họ liên tục tuyên bố rằng chiến dịch có hiệu quả, nhưng cũng liên tục yêu cầu thẩm quyền rộng hơn để làm cho chiến dịch thành công. Đơn giản là không thể dung hòa được các mục đích giới hạn là kết quả của chính sách ngoại giao của Mỹ với mục tiêu toàn thắng của giới quân sự. Bài toán hóc búa khi đó đã trở thành: làm thế nào đánh bại Bắc Việt Nam mà không hủy diệt Bắc Việt Nam.

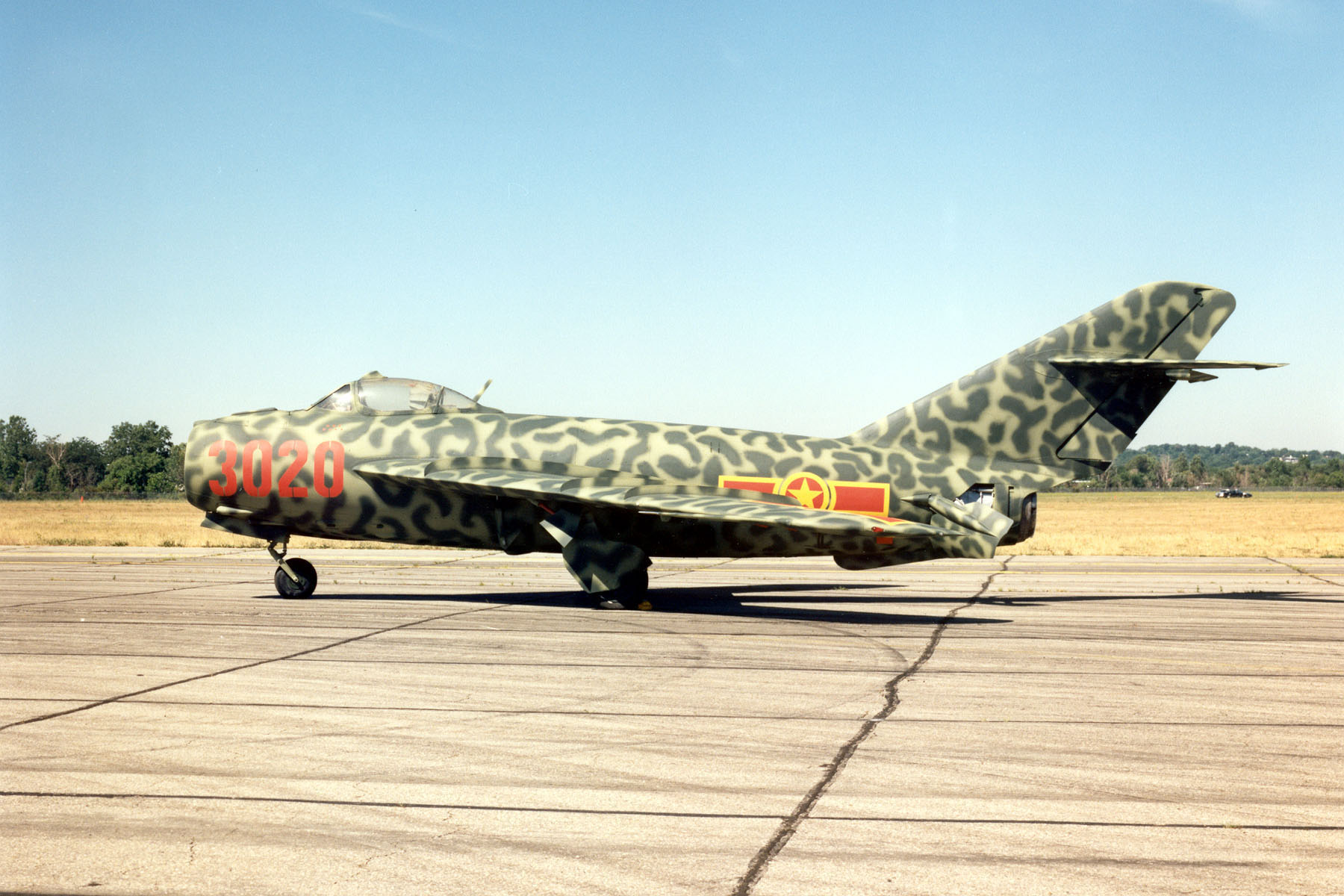
MiG-17 Fresco của Không quân nhân dân Việt Nam

Ngày 9 tháng 8 năm 1967, Ủy ban Quân vụ Thượng viện (Senate Armed Services Committee) mở cuộc điều trần về chiến dịch ném bom. Các phàn nàn của quân đội đã khơi sự chú ý của một vài trong số những người lớn tiếng nhất thuộc phe diều hâu tại Capitol Hill. Các chỉ huy quân đội trả lời các chất vấn của hội đồng, phàn nàn về bản chất từng bước của cuộc không chiến và các hạn chế do phe dân sự đặt ra. Rõ ràng, McNamara, quan chức dân sự duy nhất ra điều trần và người cuối cùng ra trả lời chất vấn của hội đồng, đã là vật tế thần. Vị Bộ trưởng quốc phòng đưa ra các phản đối của mình về một cuộc không chiến bừa bãi và đã bác bỏ thành công các lời buộc tội của các chỉ huy quân sự. Ông thẳng thắn thừa nhận rằng đã "không có cơ sở nào để tin rằng một chiến dịch ném bom nào hủy diệt Bắc Việt Nam và dân số của nó mà có thể buộc chính phủ Hồ Chí Minh khuất phục."
Tổng thống Johnson đã thấy rõ rằng McNamara đã trở thành một trở ngại cho chính phủ. Tháng 2 năm 1968, McNamara từ chức và được thay thế bởi Clark Clifford, người đã luôn chống đối đề nghị của McNamara về việc ổn định quân số Mỹ tại Nam Việt Nam và chấm dứt chiến dịch Sấm Rền. Tuy nhiên lập trường của McNamara lại ngay lập tức được nối tiếp bởi Ngoại trưởng Dean Rusk, người mà trước đó vẫn ủng hộ chiến dịch ném bom. Rusk đề xuất giới hạn chiến dịch chỉ trong vùng cán xoong miền Trung mà không cần điều kiện tiên quyết và đợi phản ứng của Hà Nội. Trong vòng vài tháng, cả Clifford cũng bắt đầu có cách nhìn của người mà ông đã thay thế, ông đân dần trở nên tin tưởng rằng Mỹ phải rút ra khỏi một cam kết mở đối với cuộc xung đột.

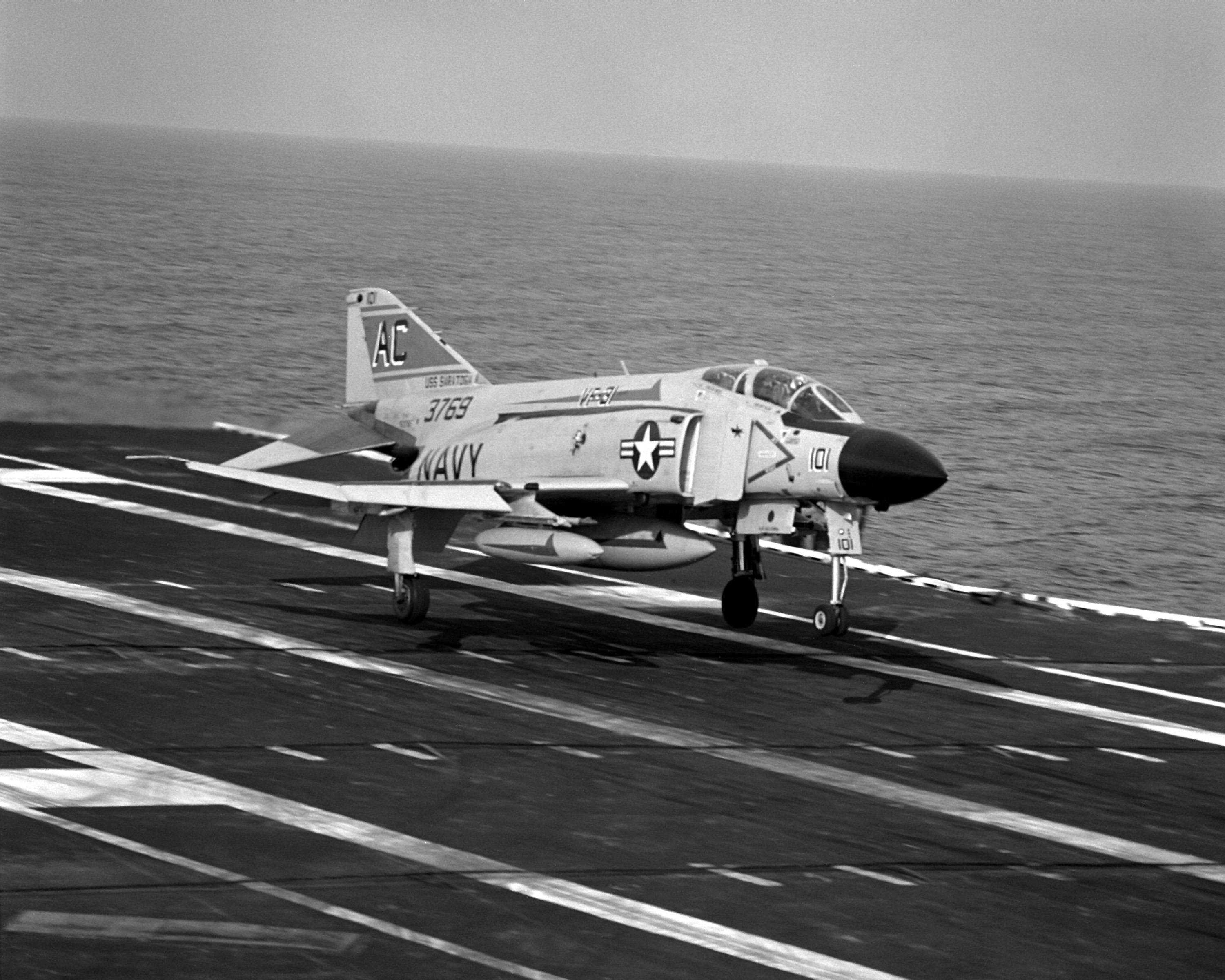
F-4 Phantom

Thất vọng vì các thất bại chính trị trong nước và hy vọng rằng Hà Nội sẽ đi vào đàm phán, ngày 31 tháng 3 năm 1968, Tổng thống Johnson tuyên bố chấm dứt ném bom ở phía bắc vĩ tuyến 19. Kết quả của quyết định này là Không quân và Hải quân bắt đầu dồn toàn bộ hỏa lực mà trước đây họ rải khắp miền Bắc xuống khu vực giữa hai vĩ tuyến 19 và 17. Không quân tăng gấp đôi số lượt đánh phá khu vực 1, lên tới hơn 6000 lượt mỗi tháng, tập trung đánh chặn các "điểm cuống họng", cắt đường, và săn xe tải.. Việt Nam Dân chủ Cộng hòa đáp lại bằng cách tăng gấp đôi số khẩu đội phòng không tại vùng cán xoong, nhưng hầu hết các khẩu đội SAM vẫn được giữ nguyên ở quanh Hà Nội và Hải Phòng.
Tuy trước đó liên tục tuyên bố rằng sẽ không đàm phán nếu vẫn bị ném bom, nhưng cuối cùng Việt Nam Dân chủ Cộng hòa cũng đồng ý gặp Mỹ tại Paris để bắt đầu đàm phán. Đáp lại, Tổng thống Johnson tuyên bố lệnh ngừng ném bom hoàn toàn miền Bắc sẽ có hiệu lực từ ngày 1 tháng 11 năm 1968, ngay trước cuộc bầu cử tổng thống Mỹ. Mặc dù việc ngừng ném bom được gắn với tiến triển của đàm phán hòa bình, Hội đồng tham mưu không tin rằng chính phủ sẽ lại mở chiến dịch ném bom do dù tình hình như thế nào. Họ đã đúng.

## Kết quả
Chủ tịch Hồ Chí Minh tặng huân chương cho Nguyễn Văn Cốc (trung đoàn tiêm kích 921), phi công đã bắn hạ 11 máy bay Mỹ (gồm 2 UAV trinh sát), ông có thành tích không chiến cao nhất trong Chiến tranh Việt Nam và là phi công MiG-21 thành công nhất thế giới]]
Từ tháng 3 năm 1965 đến tháng 11 năm 1968, các máy bay của Không lực Mỹ đã thực hiện 153.784 phi vụ tấn công, Không quân và Thủy quân lục chiến bổ sung thêm 152.399 phi vụ  Ngày 31 tháng 12 năm 1967, Bộ Quốc phòng Mỹ tuyên bố rằng trong chiến dịch Sấm Rền đã có 864.000 tấn bom Mỹ ném xuống Việt Nam Dân chủ Cộng hòa, so với 653.000 tấn bom trong suốt Chiến tranh Triều Tiên và 503.000 tấn bom ném xuống mặt trận Thái Bình Dương trong Thế chiến lần thứ 2.
Ngày 1 tháng 1 năm 1968, CIA ước tính rằng thiệt hại vật chất mà Việt Nam Dân chủ Cộng hòa phải chịu lên tới 370 triệu USD, trong đó có 164 triệu USD thiệt hại về các tài sản quan trọng (chẳng hạn nhà máy, cầu đường, và nhà máy điện). CIA còn ước lượng rằng số thương vong đối với dân số Việt Nam Dân chủ Cộng hòa mỗi tuần là 1.000 người, nghĩa là khoảng 90.000 thương vong trong thời gian 44 tháng, 72.000 trong số đó là dân thường.. Còn theo số liệu Cục tác chiến Quân đội Nhân dân Việt Nam, trong 4 năm đã có 14.000 nhân viên quân sự và 60.000 dân thường thiệt mạng.
Trong các tình huống hành quân hay chiến đấu, 526 máy bay của Không lực Mỹ, 397 của Hải quân, và 19 của Thủy quân lục chiến đã bị rơi trên miền Bắc Việt Nam hay gần đó., chưa kể số trúng đạn hư hỏng nhưng rơi ngoài biển hay lết về được căn cứ. Trong chiến dịch, trong số 745 phi công bị bắn rơi, Không lực Mỹ ghi nhận 145 người được cứu thoát, 255 bị chết, 222 bị bắt (23 người trong số đó đã chết trong khi bị giam giữ do bị thương nặng hoặc vì bom của Mỹ), và 123 mất tích. Con số thương vong của hải quân và Thủy quân lục chiến khó tìm hơn. Trong 44 tháng, 454 phi công thuộc lực lượng Hải quân Mỹ bị chết, bị bắt, hoặc mất tích trong các chiến dịch kết hợp trên vùng trời miền Bắc Việt Nam và Lào.
Chiến dịch Sấm Rền đã khởi đầu là một chiến dịch mang tính chất chiến lược và tâm lý, nhưng nó đã nhanh chóng chuyển thành hoạt động ngăn chặn - một nhiệm vụ chiến lược  Sự thất bại chung cuộc có hai nguồn, cả hai đều thuộc về những người hoạch định chính sách cả quân sự lẫn dân sự ở Washington: Trước hết, không nhóm nào có thể hiểu được rằng Việt Nam Dân chủ Cộng hòa sẽ chịu đựng được sự tàn phá mà họ sẽ gây ra. Thứ hai, lãnh đạo quân sự Mỹ ngay từ đầu đã không đề ra và phát triển được một chiến lược thích hợp với cuộc xung đột, cũng như về sau đã không điều chỉnh được nó.
Ngoài ra, Việt Nam Dân chủ Cộng hòa còn có lợi thế ở chỗ được viện trợ to lớn từ Trung Quốc và Liên Xô.